# 杵

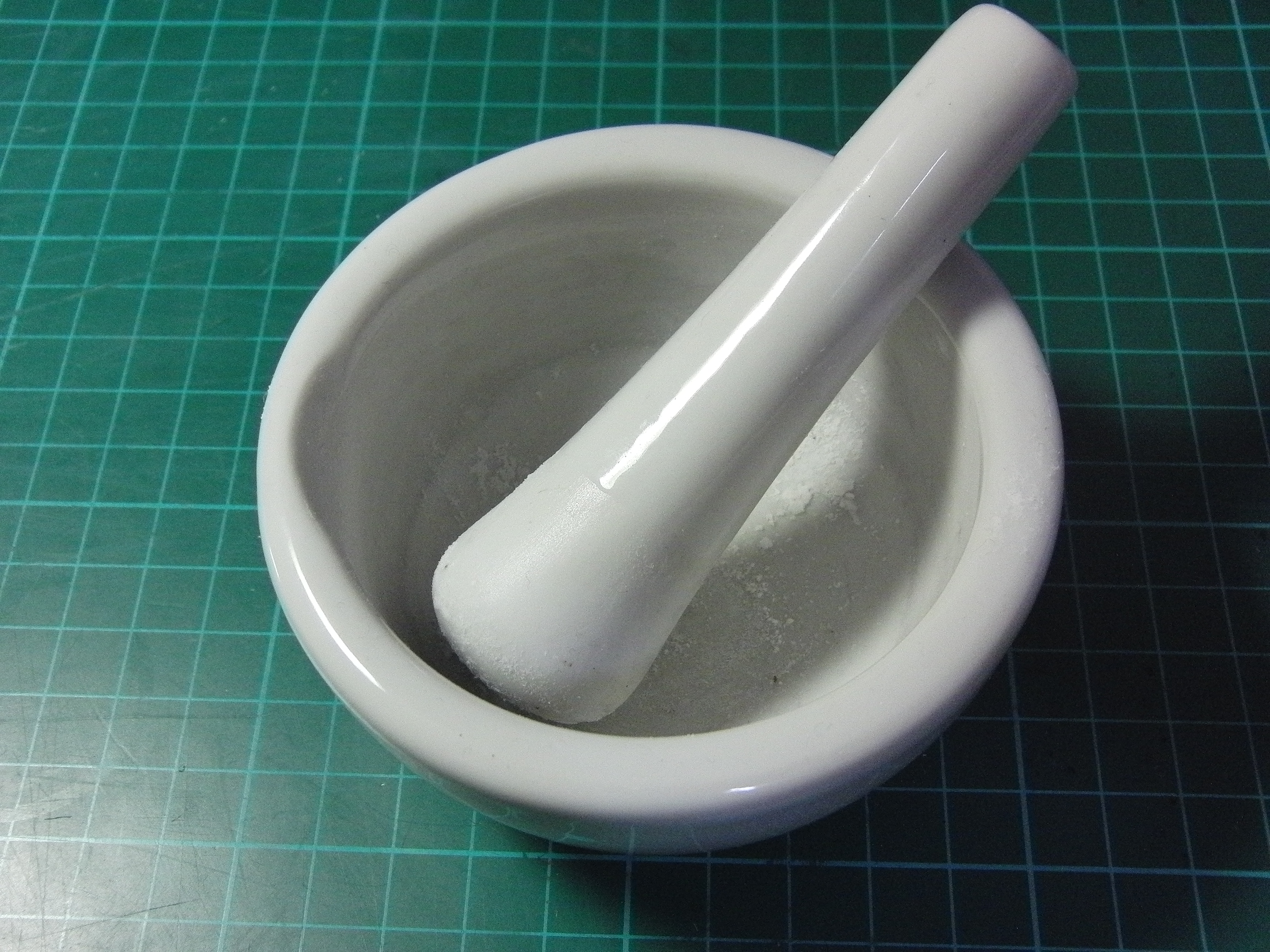
研缽與杵

杵，原意為短木棒，為一個圓柱形棒狀物，外形有時會做成一頭粗一頭尖。它在人類石器時代之前就已經存在，被各地人類廣泛使用，可以被當成打獵用武器，或是拿來研磨瞉物之用。當拿來作為研磨與搗碎瞉物用時，經常會搭配臼來一起使用。也可以使用於舂米、擣藥、擣衣或擣實砂土。
杵的材質可以是金屬或木頭，石頭。中醫經常使用杵來處理藥材，現代仍然經常使用杵來處理食材。